# Carlo Roberto Maria Redaelli
Carlo Roberto Maria Redaelli (* 23. června 1956 Milán) je italský římskokatolický duchovní a arcibiskup goricijský.

## Život
Narodil se 23. června 1956 v Miláně.
Vstoupil do arcibiskupského semináře. Dne 14. června 1980 byl kardinálem Carlem Maria Martinim vysvěcen na kněze. Od roku 1983 působil v úřadu advokacie milánské arcidiecéze. Je absolventem studia kanonického práva Papežské univerzity Gregoriana. Roku 1987 byl jmenován promotérem spravedlnosti při církevním soudu Lombardie.
Dne 11. ledna 2004 byl jmenován generálním vikářem arcidiecéze.
Dne 8. dubna 2004 jej papež Jan Pavel II. jmenoval pomocným biskupem milánské arcidiecéze a titulárním biskupem z Lambæsis. Biskupské svěcení přijal 5. června z rukou kardinála Dionigi Tettamanziho a spolusvětiteli byli kardinál Attilio Nicora a biskup Francesco Coccopalmerio. Dne 27. září 2010 byl zvolen předsedou rady pro soudní záležitosti při Italské biskupské konferenci.
Dne 28. června 2012 byl papežem Benediktem XVI. ustanoven metropolitním arcibiskupem goricijským a 29. června následujícího roku obdržel od papeže pallium.
Dne 25. ledna 2016 byl ustanoven apoštolským vizitátorem diecéze Acqui a po rezignaci biskupa Pier Giorgia Micchiardiho byl 19. ledna 2018 jmenován apoštolským administrátor sede plena Acqui. Tuto funkci zastával do 11. března.